# Oratorio di Sant'Erasmo (Genova)
L'oratorio di Sant'Erasmo è un luogo di culto cattolico situato nel quartiere di Quinto al Mare, in via Sant'Erasmo al Mare, nel comune di Genova nella città metropolitana di Genova.

## Storia e descrizione

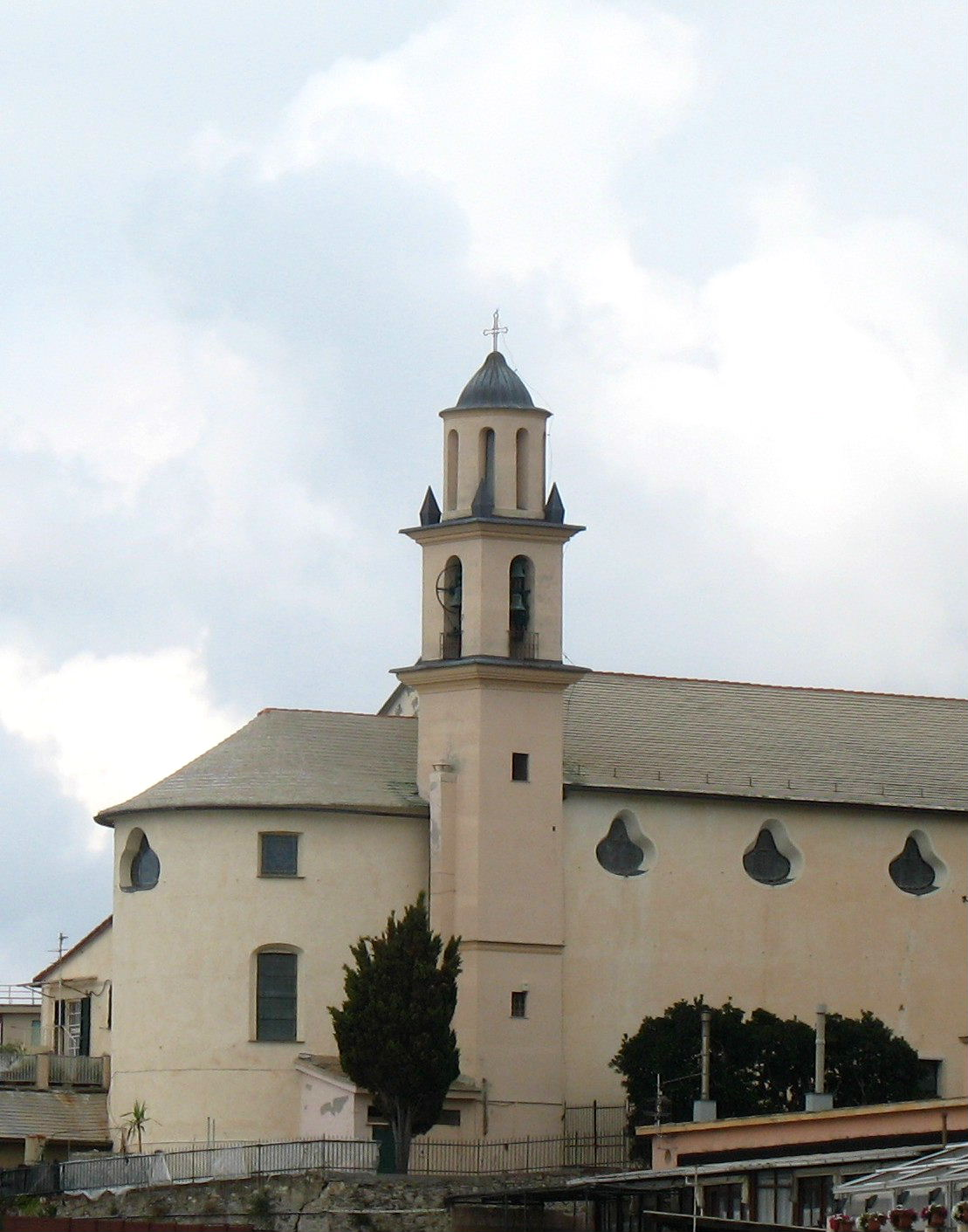
Il complesso dell'Oratorio

Un primo edificio di culto venne probabilmente edificato già prima del XVI secolo nei pressi dell'agglomerato sul mare di Bagnara, intitolato a sant'Erasmo e forse quale adempimento ad un voto. Una datazione certa è risalente al 1528 quando per l'oratorio Perin del Vaga dipinse il polittico raffigurante Sant'Erasmo tra i santi Pietro e Paolo; quest'ultimo fu successivamente venduto all'Accademia ligustica di belle arti per motivi economici, ma all'interno della chiesa ne è conservata una copia.
Accanto all'oratorio venne edificata nel corso del Seicento una cappella intitolata a san Rocco che fino al 1867, anno della sua demolizione, con il trasferimento dei vari beni e opere d'arte all'interno dello stesso edificio, venne gestita dalla confraternita di Sant'Erasmo.
Esternamente l'edificio si presenta con facciata a capanna semplice e la presenza di vetrate policrome ritraenti la Madonna della Pace e le figure di sant'Erasmo e san Rocco.
Tra le opere pittoriche conservate i dipinti San Michele Arcangelo; la Vergine Maria e san Nicola (XVIII secolo); la Madonna col Bambino, tela commissionata dagli abitanti di Quinto al Mare al termine del secondo conflitto bellico e benedetta nel 1953; le raffigurazioni di Sant'Isidoro e di San Firmina nelle pareti dell'abside. Tra le sculture un crocifisso rinascimentale e, presso l'altare maggiore in marmo, l'effige di Sant'Erasmo ad opera di Anton Maria Maragliano e acquistata nel 1711.